# Otto Sienholz
Otto Albert Sienholz (* 5. März 1907 in Berlin; † 20. Dezember 1974 ebenda) war ein deutscher Fußballspieler.

## Karriere

### Vereine
Otto Sienholz gehörte dem BTuFC Viktoria 89 an, der sich am 19. August 1933 in BFC Viktoria 89 Berlin umbenannte. Als Abwehrspieler bestritt er in der vom Verband Brandenburgischer Ballspielvereine organisierten Meisterschaften die Saison 1932/33 Punktspiele. Aus dem in zwei Gruppen unterteilten Bezirk Berlin-Brandenburg und neben dem in drei Bezirksligen unterteilten Bezirk Pommern, ging er mit seiner Mannschaft mit einem Punkt vor dem Vorjahresmeister Berliner Tennis-Club Borussia als Sieger der Gruppe A hervor. Für die Finalrunde des VBB qualifiziert, schloss seine Mannschaft diese als Zweitplatzierter (punktgleich mit dem Berliner SV 1892) hinter dem ungeschlagenen Meister Hertha BSC ab. Das Entscheidungsspiel um die Vizemeisterschaft wurde nach Hin- und Rückspiel mit 6:4 gewonnen und berechtigte zur Teilnahme an der Endrunde um die Deutsche Meisterschaft. Sein Debüt – gemeinsam mit seinem Bruder Werner – am 14. Mai 1933 bei der 1:4-Niederlage gegen den FC Schalke 04 im Achtelfinale krönte er sogleich mit seinem ersten Tor, dem Treffer zum 1:2 in der 79. Minute.
In der Folgesaison spielte er mit seiner Mannschaft in der Gauliga Berlin-Brandenburg, eine von zunächst 16, später auf 23 aufgestockten Gauligen zur Zeit des Nationalsozialismus als einheitlich höchste Spielklasse im Deutschen Reich. Mit drei Punkten Vorsprung auf Hertha BSC wurde er mit seinem Verein Gaumeister und war somit erneut für die Endrunde um die Deutsche Meisterschaft qualifiziert. In der in vier Gruppen zu je vier Mannschaften ausgetragene Meisterschaft, kam er in fünf der sechs Spiele der Gruppe A zum Einsatz, in denen er vier Tore erzielte, und trug somit zum verlustpunktfreien Gruppensieg bei. In dem von den Gruppensiegern ausgetragenen Halbfinale unterlag er mit seiner Mannschaft am 17. Juni 1934 im Probstheidaer Stadion in Leipzig dem 1. FC Nürnberg mit 1:2.
Von 1934 bis 1937 hielt er mit seinem Verein die Klasse in der Gauliga Berlin-Brandenburg und belegte die Plätze zwei, sechs und sieben. Am Saisonende 1937/38 jedoch stieg er mit seiner Mannschaft in die Bezirksliga ab. In diesem Zeitraum kam er in den 1935 neu geschaffenen Pokalwettbewerb für Vereinsmannschaften um den Tschammerpokal zum Einsatz. Seine einzigen beiden Pokalspiele – in denen er jeweils ein Tor erzielte – bestritt er am 13. und 28. Juni 1936 in der 1. und 2. Schlussrunde beim 2:1-Sieg über den SC Wacker Leipzig und bei der 2:5-Niederlage beim PSV Chemnitz.

### Auswahlmannschaft
Als Spieler der Gauauswahlmannschaft des Verbandes Brandenburgischer Ballspielvereine kam er im Wettbewerb um den Reichsbundpokal gemeinsam mit seinem Bruder Werner zum Einsatz. Mit seiner Mannschaft drang er bis ins Halbfinale vor, das jedoch am 5. Januar 1936 in Chemnitz mit 0:2 gegen die Gauauswahlmannschaft Sachsen verloren wurde.

## Erfolge
- Halbfinalist um den Reichsbundpokal 1936
- Gaumeister Berlin-Brandenburg 1934
- Zweiter der Berliner Meisterschaft 1933